# Markleville
Markleville és una població dels Estats Units a l'estat d'Indiana. Segons el cens del 2000 tenia 383 habitants.

## Demografia
Segons el cens del 2000, Markleville tenia 383 habitants, 141 habitatges, i 111 famílies. La densitat de població era de 360,7 habitants/km².
Dels 141 habitatges en un 31,2% hi vivien nens de menys de 18 anys, en un 67,4% hi vivien parelles casades, en un 8,5% dones solteres, i en un 20,6% no eren unitats familiars. En el 16,3% dels habitatges hi vivien persones soles el 9,2% de les quals corresponia a persones de 65 anys o més que vivien soles. El nombre mitjà de persones vivint en cada habitatge era de 2,72 i el nombre mitjà de persones que vivien en cada família era de 3,02.
Per edats la població es repartia de la següent manera: un 24,5% tenia menys de 18 anys, un 6,8% entre 18 i 24, un 28,7% entre 25 i 44, un 27,2% de 45 a 60 i un 12,8% 65 anys o més.
L'edat mediana era de 38 anys. Per cada 100 dones de 18 o més anys hi havia 105 homes.
La renda mediana per habitatge era de 48.438 $ i la renda mediana per família de 50.313 $. Els homes tenien una renda mediana de 30.781 $ mentre que les dones 22.981 $. La renda per capita de la població era de 17.395 $. Cap de les famílies i el 0,8% de la població estaven per davall del llindar de pobresa.

## Poblacions més properes
El següent diagrama mostra les poblacions més properes.